# Яцина Йосип Михайлович
Йо́сип Миха́йлович Яци́на (1897 — ?) — український радянський залізничник і державний діяч. Депутат Верховної Ради СРСР 1-го скликання.

## Життєпис
Народився в родині робітника. Освіта початкова. Наймит, згодом — чорнороб, з 1913 року — кочегар, а з 1922 року — машиніст паровоза депо Полтави.
Член ВКП(б) з 1925 року.
У 1936 році встановив новий рекорд міжпромивочного пробігу локомотива — 35 000 км, а наступного року — 42 000 км. У 1937 році визнаний кращим машиністом Південної залізниці.
З 1937 року — начальник паровозного депо станції Полтава. Обирався членом Полтавського міськкому КП(б)У, депутатом Полтавської міськради.
З 1938 року навчався в Транспортній академії імені Сталіна в Москві.
Під час німецько-радянської війни, з квітня 1943 до 1945 року — начальник Котласького відділення паровозного господарства Північно-Печорської залізниці.

## Нагороди і почесні звання
- орден Леніна (4.04.1936)
- орден «Знак Пошани» (1945)
- медаль «За трудову доблесть»
- медаль «За доблесну працю у Великій Вітчизняній війні 1941—1945 рр.» (1945)
- значок «Почесному залізничнику СРСР» (1936)
- значок «Ударнику Сталінського призову» (1935)

## Твори
- Яцына И. М. От одиночек-стахановцев к стахановскому депо: Опыт работы дважды краснознаменного Полтавского депо. — М.: Трансжелдориздат, 1938 (Библиотечка стахановца-паровозника. Методом Стаханова-Кривоноса).